# Stylochaeton oligocarpum
Stylochaeton oligocarpum là một loài thực vật có hoa trong họ Ráy (Araceae). Loài này được Riedl miêu tả khoa học đầu tiên năm 1990.